# Malvières
Malvières település Franciaországban, Haute-Loire megyében. Lakosainak száma 142 fő (2022. január 1.). Malvières Bonneval, La Chaise-Dieu, La Chapelle-Geneste, Saint-Victor-sur-Arlanc, Dore-l’Église és Mayres községekkel határos.

## Népesség
A település népességének változása:
| Lakosok száma | 127  | 104  | 117  | 128  | 136  | 137  | 135  | 134  | 137  | 142  |
|               | 1968 | 1982 | 1990 | 2006 | 2013 | 2015 | 2017 | 2019 | 2020 | 2022 |